# Список глав государств в 392 году
Список глав государств в 391 году — 392 год — Список глав государств в 393 году — Список глав государств по годам

## Америка
- Мутульское царство (Тикаль) — Яш-Нун-Айин I, царь (378 — 414)

## Азия
- Великая Армения — Врамшапух, царь (389 — 414)
- Гассаниды — аль-Ну'ман III ибн Амр, царь (391 — 418)
- Дханьявади — Тюрия Вунна, царь[англ.] (375 — 418)
- Иберия — Вараз-Бакур II (Аспакур III), царь (380 — 394)
- Индия:
  - Вакатака:
    - Дивакарасена, император (385 — 400)
    - Прабхаватигупта, регент (385 — 405)

  - Гупта — Чандрагупта II, махараджа (380 — 415)
  - Западные Кшатрапы — Рудрасимха III, махакшатрап (388 — 395)
  - Кадамба — Багитарха, царь (390 — 415)
  - Паллавы (Анандадеша) — Вираварман, махараджа (385 — 400)
- Кавказская Албания — Сатой, царь (388 — 399)
- Камарупа — Самудраварман, царь (374 — 398)
- Китай (Период Шестнадцати варварских государств):
  - Восточная Цзинь — Сяо У-ди (Сыма Яо), император (372 — 396)
  - Западная Цинь — Цифу Ганьгуй, император (388 — 400)
  - Западная Янь — Мужун Юн, император (386 — 394)
  - Поздняя Лян — Люй Гуан, император (386 — 394)
  - Поздняя Цинь — Яо Чан, император (384 — 393)
  - Поздняя Янь — Мужун Чуй, император (384 — 396)
  - Ранняя Цинь — Фу Дэн, император (386 — 394)
  - Северная Вэй — Дао У-ди (Тоба Гуй), император (386 — 409)
- Корея (Период Трех государств):
  - Конфедерация Кая — Исипхум, ван (346 — 407)
  - Когурё — Квангэтхохо, тхэван (391 — 413)
  - Пэкче:
    - Чинса, король (385 — 392)
    - Асин, король (392 — 405)

  - Силла — Нэмуль, марипкан (356 — 402)
- Лахмиды (Хира) — аль-Ну'ман I ибн Имру аль-Кайс, царь (390 — 418)
- Паган — Кьяунг Ту Ит, король[англ.] (387 — 412)
- Персия (Сасаниды) — Бахрам IV, шахиншах (388 — 399)
- Раджарата — Упатисса I, король (370 — 412)
- Тарума — Дхармаяварман, царь (372 — 395)
- Тогон — Мужун Шипи, правитель (390 — 400)
- Тямпа — Бхадраварман I (Фан Ху Та), князь (ок. 377 — ок. 399)
- Химьяр — Дара'мар Айман II, царь (375 — 410)
- Япония — Нинтоку, император (313 — 399)

## Европа
- Вандалы — Годагисл, король (359 — 406)
- Вестготы — Аларих I, вождь (382 — 410)
- Гунны:
  - Улдин, царь (390 — 410)
  - Донат, царь (390 — 412)
- Дивед — Анун Динод, король (382 — 400)
- Думнония — Гадеон ап Конан, король (387 — 405)
- Ирландия — Ниалл Девять Заложников, верховный король (376 — 405)
- Лейнстер — Брессал Белах мак Фиахад Байхед, король (ок. 392 — 436)
- Мунстер — Коналл Корк, король (390 — 420)
- Папский престол — Сириций, папа римский (384 — 399)
- Римская империя:
  - Валентиниан II, римский император (Запад) (375 — 392)
  - Евгений, римский император (Запад) (392 — 394)
  - Феодосий I Великий, римский император (Восток) (379 — 395)
- Эбрук — Коэль Старый, король (383 — 420)

## Галерея

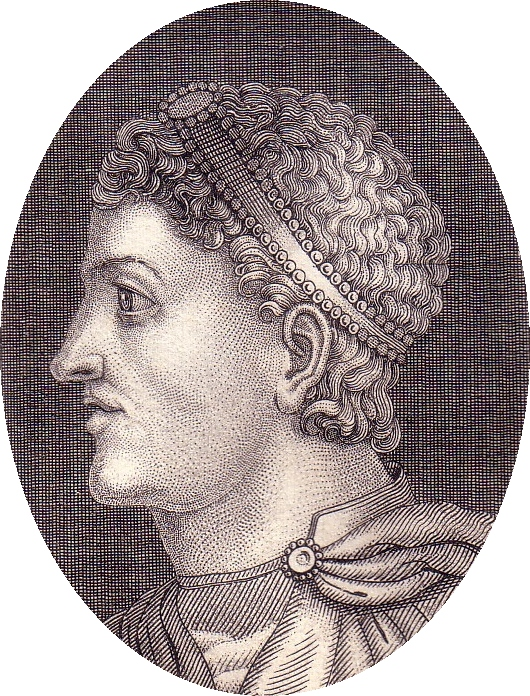
Феодосий I Великий 379-395 Римский император (Восток)
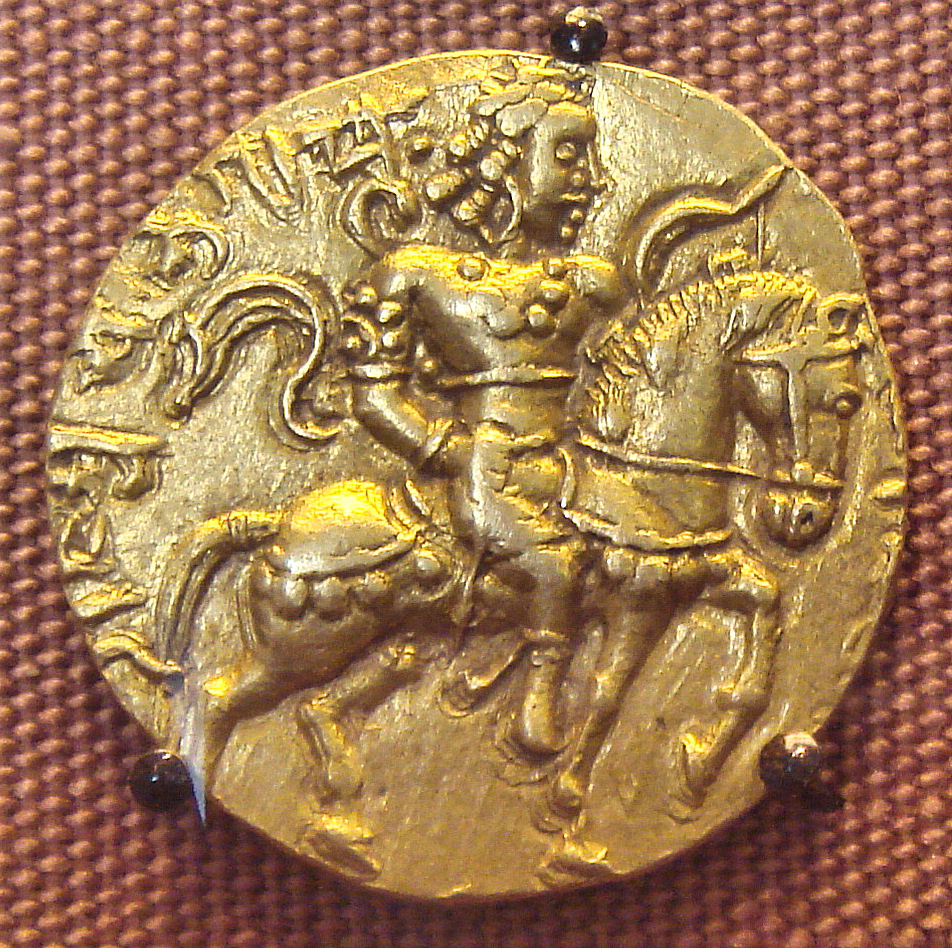
Чандрагупта II 380—415 Махараджа Гупты
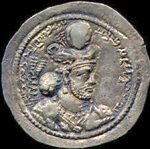
Бахрам IV 388—399 Шахиншах Персии
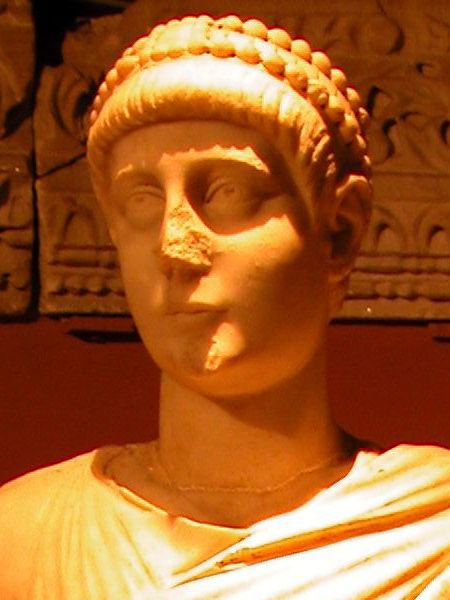
Валентиниан II 375—392 Римский император (Запад)
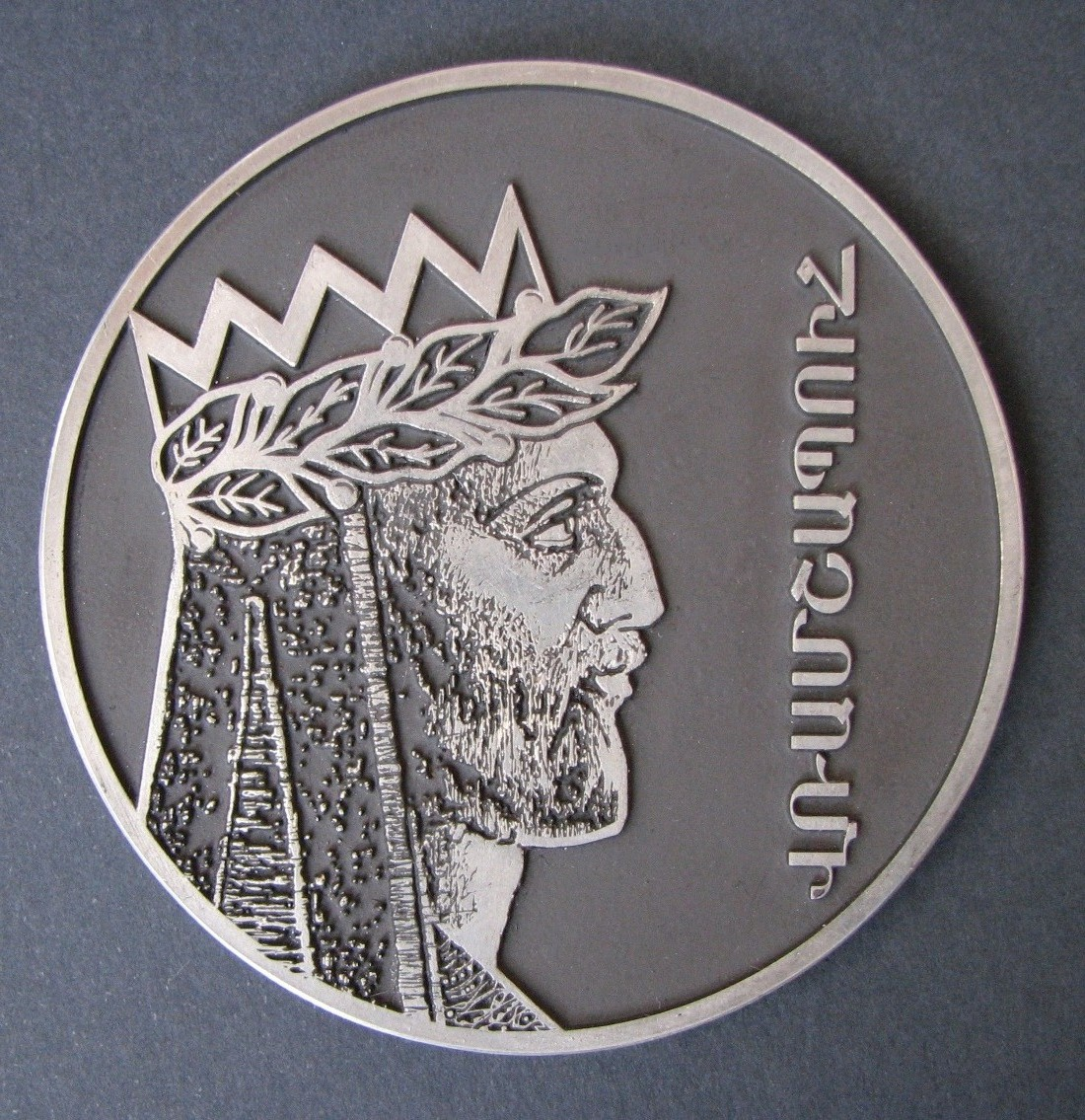
Врамшапух 389—414 Царь Великой Армении
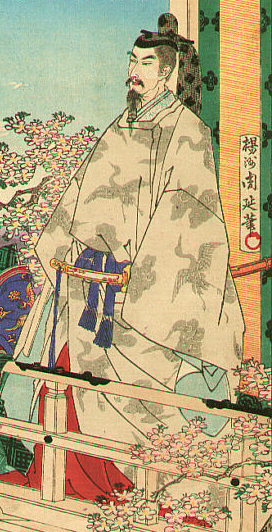
Нинтоку 313-399 Японский император
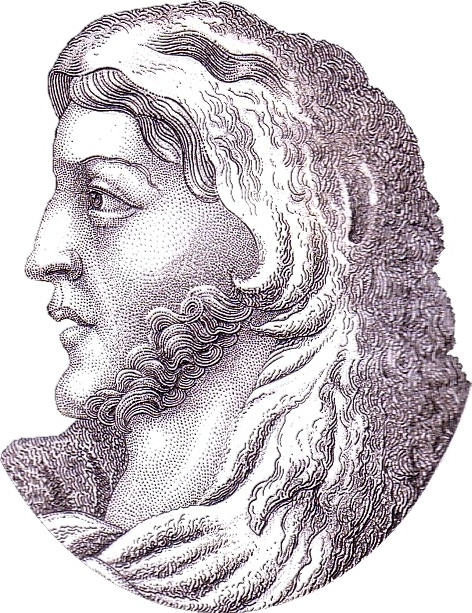
Аларих I 382—410 Вождь вестготов